# Saligprisningerne
Saligprisningerne kaldes et afsnit i begyndelsen af Bjergprædikenen i Mattæusevangeliet (Matt 5,2ff) hvor de enkelte prisninger indledes med Salige er de ...
Matthæus
Saligprisningerne som de findes hos Mattæus i begyndelsen af Bjergprædikenen (kap5-7) Matt 5,2ff (de såkaldte 8+1):
"Og han tog til orde og lærte dem":
Salige er de fattige i ånden, for Himmeriget er deres.
Salige er de, som sørger, for de skal trøstes.
Salige er de sagtmodige, for de skal arve jorden.
Salige er de, som hungrer og tørster efter retfærdigheden, for de skal mættes.
Salige er de barmhjertige, for de skal møde barmhjertighed.
Salige er de rene af hjertet, for de skal se Gud.
Salige er de, som stifter fred, for de skal kaldes Guds børn.
Salige er de, som forfølges på grund af retfærdighed, for Himmeriget er deres.
Salige er I, når man på grund af mig håner jer og forfølger jer og lyver jer alt muligt ondt på.
Lukas
Også hos Lukas findes der saligprisninger Luk 6,20ff
"Og han løftede sit blik, så på sine disciple og sagde:"
Salige er I, som er fattige, for Guds rige er jeres.
Salige er I, som sulter nu, for I skal mættes.
Salige er I, som græder nu, for I skal le.
Salige er I, når mennesker hader jer, forstøder jer og håner jer og afskyr jeres navn som noget ondt for Menneskesønnens skyld.